# Sacramentum caritatis
La exhortación apostólica Sacramentum caritatis es un documento realizado por el papa Benedicto XVI, que reúne las propuestas del Sínodo de Obispos realizado en 2005. Es su segundo documento como papa, después de la encíclica Deus Caritas Est.
En este documento se reúnen sugerencias relacionadas con la Eucaristía y con la Misa.
Algunos de los temas que trata son:

## El Espíritu Santo en la celebración eucarística
Recuerda que el sacerdote, al mencionar las palabras de la consagración, pide que el Espíritu Santo convierta el pan y el vino en el Cuerpo y Sangre de Cristo. También dice que es el Espíritu Santo el que reúne a los fieles.

## Celibato sacerdotal
Menciona que el celibato emula a Cristo, quien conservó su virginidad hasta el momento de su pasión y resurrección. Cita a las iglesias de rito oriental, quienes solo escogen como obispos a quienes conservan el celibato.

## Matrimonio
Recuerda la metáfora de la Iglesia como esposa de Cristo, quien realiza por ella su sacrificio.
Reitera la prohibición de la comunión a los católicos divorciados y vueltos a casar, y menciona que estas personas deben tener especial atención de los sacerdotes.

## Canto litúrgico
Habla de los cantos que se han alejado del propósito de la liturgia, y recomienda los cantos gregorianos.

## Rito de la paz
Habla de que a veces el rito de la paz genera confusión, sobre todo antes de la distribución de la Eucaristía, por lo que dice que ha recomendado pasarla en otro momento, como antes de la presentación de las ofrendas.

## Implicaciones sociales
Afirma que la eucaristía refuerza la comunión entre los hermanos, y de modo particular apremia a los que están enfrentados para que aceleren su reconciliación abriéndose al diálogo y al compromiso por la justicia. Nos lleva a denunciar las desigualdades que claman al cielo, luchar contra el escándalo del hambre y a compartir los bienes. 

## Implicaciones ecológicas
El rito, en cuanto santificación del mundo, nos lleva a considerar la tierra como creación de Dios y a participar de la fundada preocupación por las condiciones ecológicas en que se encuentra. Compromete a actuar responsablemente en su defensa y salvaguardia.

## Implicaciones laborales
El precepto dominical aviva el sentido de la celebración y un modo más humano de vivir las relaciones, el tiempo y el trabajo. Nos conduce a relativizar el trabajo, nos emancipa de la idolatría al mismo y nos protege de una posible forma contemporánea de esclavitud. El trabajo es para el hombre y no el hombre para el trabajo.

## Implicaciones políticas
Los cuatro principios básicos para la actuación coherente del cristiano en política han sido denominados "no negociables" y enumerados de esta manera: 

...“Obviamente, esto vale para todos los bautizados, pero tiene una importancia particular para quienes, por la posición social o política que ocupan, han de tomar decisiones sobre valores fundamentales, como el respeto y la defensa de la vida humana, desde su concepción hasta su fin natural, la familia fundada en el matrimonio entre hombre y mujer, la libertad de educación de los hijos y la promoción del bien común en todas sus formas. Estos valores no son negociables. Así pues, los políticos y los legisladores católicos, conscientes de su grave responsabilidad social, deben sentirse particularmente interpelados por su conciencia, rectamente formada, para presentar y apoyar leyes inspiradas en los valores fundados en la naturaleza humana". (EXTRACTO DEL PUNTO N°83 DE LA EXHORTACIÓN APOSTÓLICA  SACRAMENTUM CARITATIS DE 2005)
papa Benedicto XVI